# Lars Dunfjeld
Lars Sigvart Martinus Dunfjeld, född 10 augusti 1916 i Jengelen i Børgefjell, död 31 mars 1980 i Harran, var en sydsamisk duodji-slöjdare, särskilt av knivar.
Lars Dunfjeld växte upp i en renskötarfamilj och arbetade med renskötsel till 1954. Därefter var han under tolv år vid uppfordringsverket vid Skorovas gruvor. Han hade duodji som binäring tills han som 50-åring började slöjda i horn och trä på heltid. År 1969 fick han ett stipendium från Norsk kulturråd för att studera ornamentik och symbolspråk i samisk brukskonst. En av hans utgångspunkter för förståelsen av samisk brukskonst var att ornamentiken inte bara är dekor, utan också förmedlar ett budskap. Han sa till Adresseavisen 1979: "äldre samer kunde sitta länge, länge och betrakta varandras knivar, som om de var långa dokument. Genom ornamentiken – symbolspråket som pryder slidorna – lärde de sig mer om varandra än genom ett långt samtal."
Han var medlem av styrelsen för internatskolan Gaske-Nøørjen Saemienskovle i Hattfjelldal och i planeringskommittén för kulturcentret Sijti Jarnge.
Han fick Nordland fylkes kulturpris 1979.
Lars Dunfjeld var far till fyra barn, bland andra konsthistoriken Maja Dunfjeld och juristen Leif Dunfjeld.